# Rodolfo Biagi
Rodolfo Biagi (n. 14 martie 1906, Buenos Aires, Argentina – d. 24 septembrie 1969, Buenos Aires, Argentina) a fost un pianist, compozitor și șef de orchestră de tango argentinian.
Rodolfo Biagi supranumit Manos Brujas („Mâini vrăjite”) s-a născut în Buenos Aires, districtul San Telmo. 
În urma studiilor primare, părăsește școala pentru a se concentra pe muzică. Începe cu vioara, dar trece destul de repede la pian. La vârsta de 13 ani, fără știrea părinților, începe să cânte ca pianist de fundal la spectacolele cu filme mute. 

Cel care a fost mentor și profesor de tango (pe planul componistic) pentru mulți dintre urmașii săi în domeniu, Juan Maglio Pacho, îl remarcă și îl invită pe Biagi să cânte împreună. Cariera lui Rodolfo Biagi începe ca pianist și continuă mai târziu ca dirijor și compozitor. Împreună cu Juan D’Arienzo, el va influența muzica tango de la sfârșitul anilor '30 ai secolului al XX-lea iar Manos Brujas ne face și astăzi să dansăm milonga⁠(d).
Întotdeauna am încercat să aduc pianul în prim plan în comparație cu orchestrele tipice care folosesc acest instrument pentru a acompania. Asta am făcut și cu Juan D'Arienzo.